# Tiombe Hurd
Tiombe Hurd (Estados Unidos, 17 de agosto de 1973) es una atleta estadounidense retirada especializada en la prueba de triple salto, en la que consiguió ser medallista de bronce mundial en pista cubierta en 2001.

## Carrera deportiva
En el Campeonato Mundial de Atletismo en Pista Cubierta de 2001 ganó la medalla de bronce en el triple salto, con un salto de 14.19 metros que fue su mejor marca personal, tras la búlgara Tereza Marinova (oro con 14.91 metros) y la rusa Tatyana Lebedeva (plata con 14.85 metros).